# Aliano
Aliano es un municipio de Italia situado en la provincia de Matera, en la Basilicata. Cuenta con 1.151 habitantes (2009). Es conocida por ser el lugar donde pasó su período de confinamiento el escritor Carlo Levi. 

## Geografía
Situada sobre una colina arcillosa a 498 m de altitud, domina el valle del Agri y el torrente Sauro. En su territorio hay muchos barrancos. Limita al norte con los municipios de Gorgoglione y Stigliano, al este con Sant'Arcangelo (PZ), al sur con Roccanova (PZ) y al oeste con Missanello (PZ). 

## Historia
El nombre del pueblo proviene del latín Praedium Allianum, es decir, procede de Allius, gentilicio romano. Dada la proximidad a los ríos Agri y Sinni, desde la antigüedad era un centro importante de comercio entre las civilizaciones griega, etrusca y enotria, como lo demuestra el descubrimiento de una necrópolis que data de un período comprendido entre el siglo VII y el siglo VI a. C., que contiene más de un millar de tumbas, y numerosos hallazgos. Las piezas encontradas se conservan en el Museo de Siritide en Policoro. Algunas fuentes hablan de un pueblo de pastores existente y ya desarrollado en tiempos de Pirro sobre el 280 a. C. Sin embargo, los primeros textos en los que se menciona oficialmente Aliano están fechados en el 1060, año en el cual una bula papal atribuía al obispo de Tricarico la administración del pueblo. En el siglo VIII las diferentes cuevas excavadas en las rocas sedimentarias de origen aluvial situadas en la zona de foso San Lorenzo, ya habitadas en la época prehistórica, cobijaron a muchos monjes basilianos que escapaban de las persecuciones iconoclastas en Oriente. En la antigua Edad Media Aliano fue un feudo de varias familias, incluyendo los Sanseverino, los Carafa y los Colonna. 

### Carlo Levi
En la historia reciente de este pequeño pueblo no se puede olvidar al escritor Carlo Levi, que ambientó aquí el libro Cristo se paró en Éboli. Levi, en efecto, durante el régimen fascista, en los años 1935-36 fue condenado a confinamiento en Lucania a causa de su actividad antifascista y pasó un largo período en Basilicata, en Aliano (que en el libro se llamada Gagliano, imitando la pronunciación local), donde pudo conocer la realidad de esas tierras y de su gente. El escritor en su última voluntad expresó ser enterrado en Aliano entre sus campesinos. En el país aún están intactos todos los lugares descritos en la novela y en los coches se graban algunas frases famosas del libro. Levi tuvo aquí la ocasión de descubrir la otra Italia que era, precisamente, la campesina.

## Demografía
| Gráfica de evolución demográfica de Aliano entre 1861 y 2001 |
|                                                              |
| Fuente ISTAT - elaboración gráfica de Wikipedia              |

## Economía

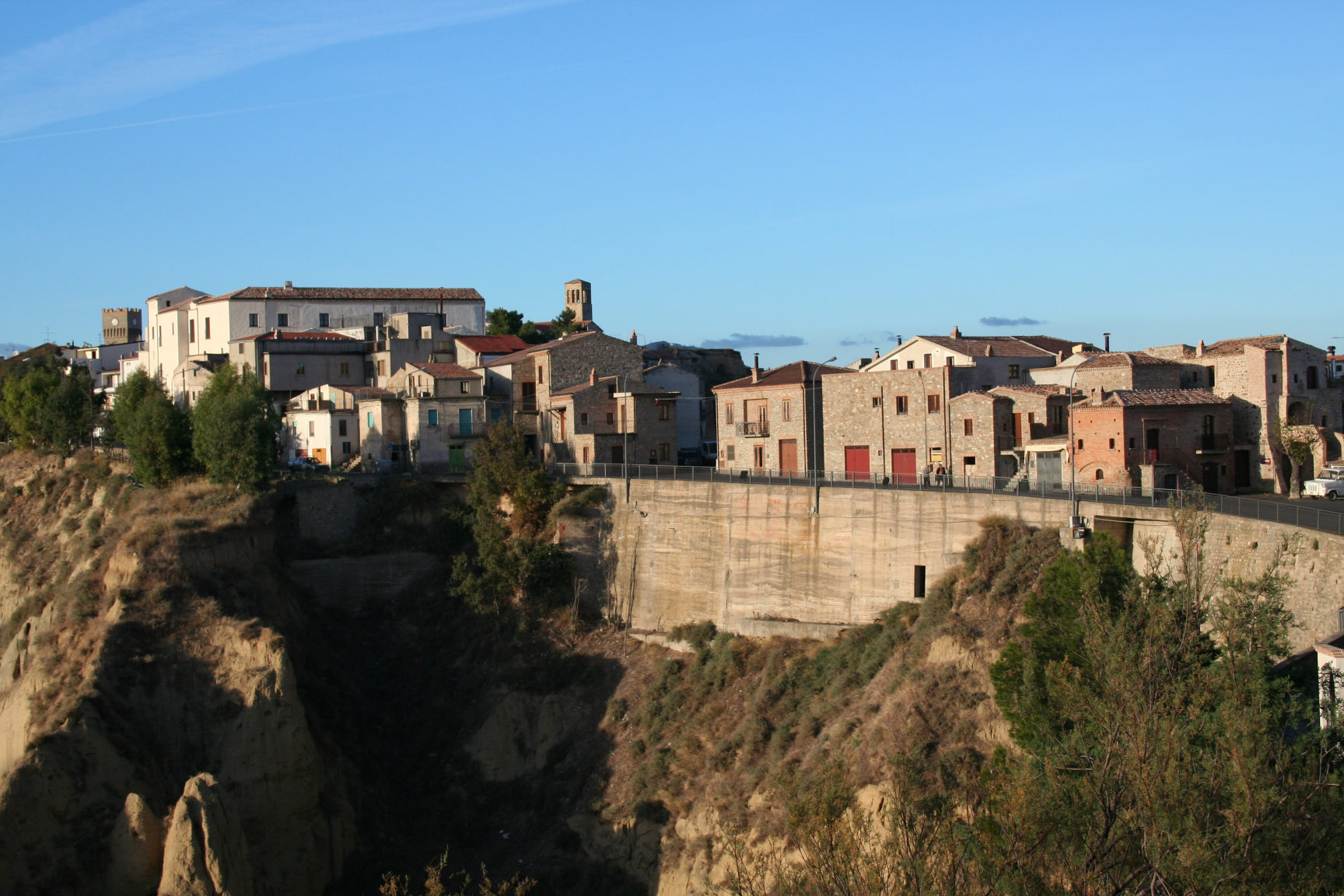
Imagen de la ciudad de Aliano.

La economía se basa sobre todo en la agricultura y en el pastoreo. Además está rodeado por plantaciones de olivo que hacen floreciente la producción de aceite de oliva, de huertas (en particular melocotoneros y cítricos), y también se practica la cría de ganado caprino y ovino. La presencia de restos arqueológicos neolíticos y la tumba de Carlo Levi lo hacen un lugar importante desde el punto de vista turístico-cultural. En efecto, en las calles se han grabado pasajes del libro Cristo se paró en Eboli y la estancia y los lugares indicados en el libro se han mantenido intactos.

## Monumentos y lugares de interés
- La iglesia de San Luis Gonzaga construida en el siglo XVI, en cuyo interior se encuentran telas de origen bizantino, que datan del período 1500 – 1700, de gran valor, y representan la Virgen con Niño. Se conserva también una cruz de plata del año 1523 del pintor Giovanni Perticara.
- El santuario de la Virgen de la Estrella, pequeña iglesia poco alejada del pueblo, en un lugar con grandes vistas.
- El Museo de la Cultura Campesina, situado en una antigua almazara, en la que se conservan antiguos frescos y artículos típicos de la tradición campesina.
- El Museo histórico Carlo Levi, en el que se conservan documentos fotográficos y cuadros del artista relativos al período de confinamiento, que junto a la casa donde vivió durante ese período, recientemente restaurada, recorren todas las historias vinculadas a la permanencia del artista y escritor turinés.

## Cine
En el 2009 esta ciudad fue una de las incluidas en el rodaje de la película Basilicata coast to coast. En ella una banda de músicos atraviesa la región Basilicata desde Maratea hasta Scanzano Jonico. Cuando se detienen en Aliano, además, realizan un brindis en honor a Carlo Levi. El film fue dirigido por Rocco Papaleo, quien además se desempeñó como actor junto a Alessandro Gassman, Max Gazzè y Giovanna Mezzogiorno.